# Palazzo Mancini

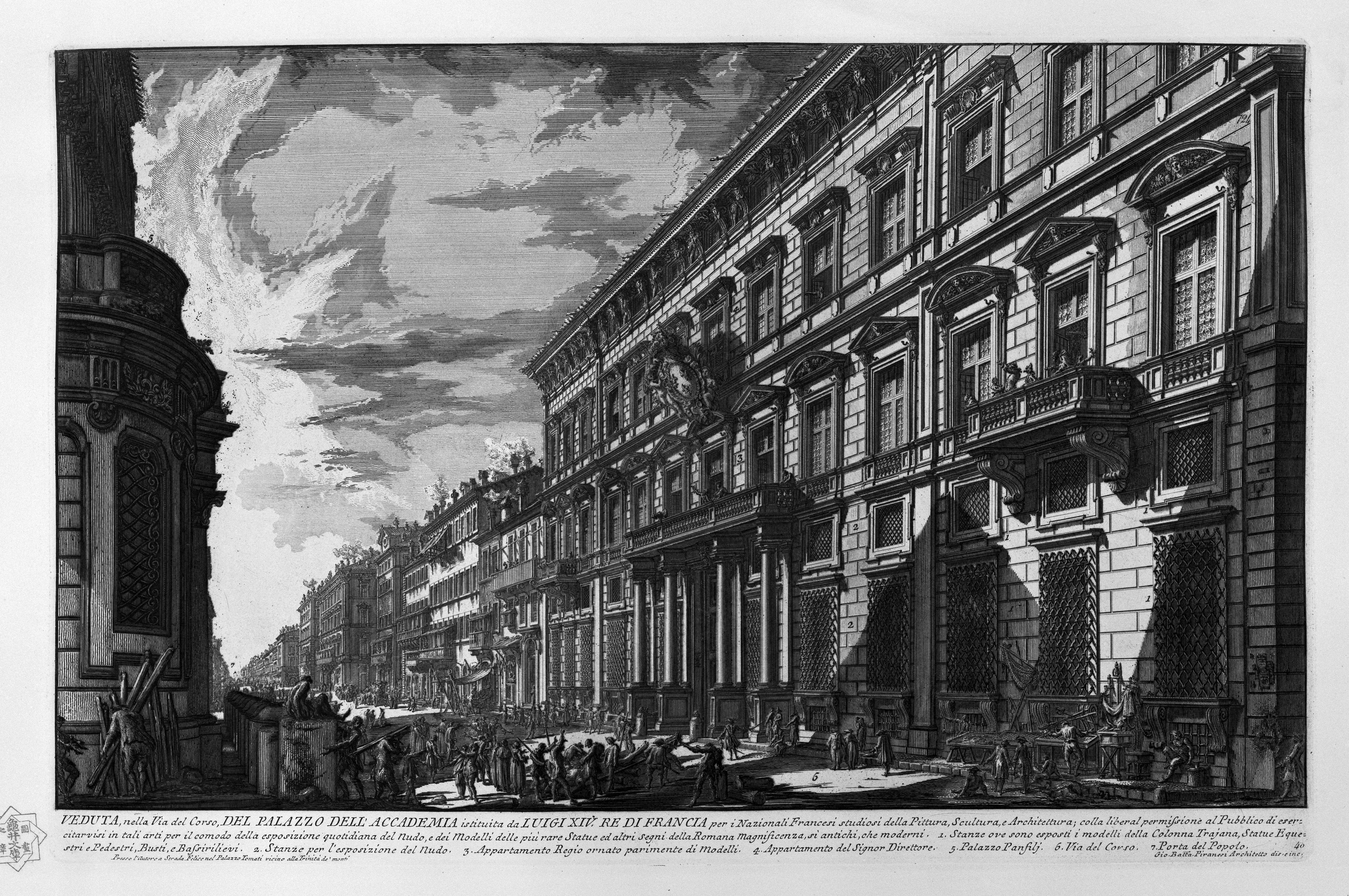
Gravura do palácio por Piranesi (séc. XVII).

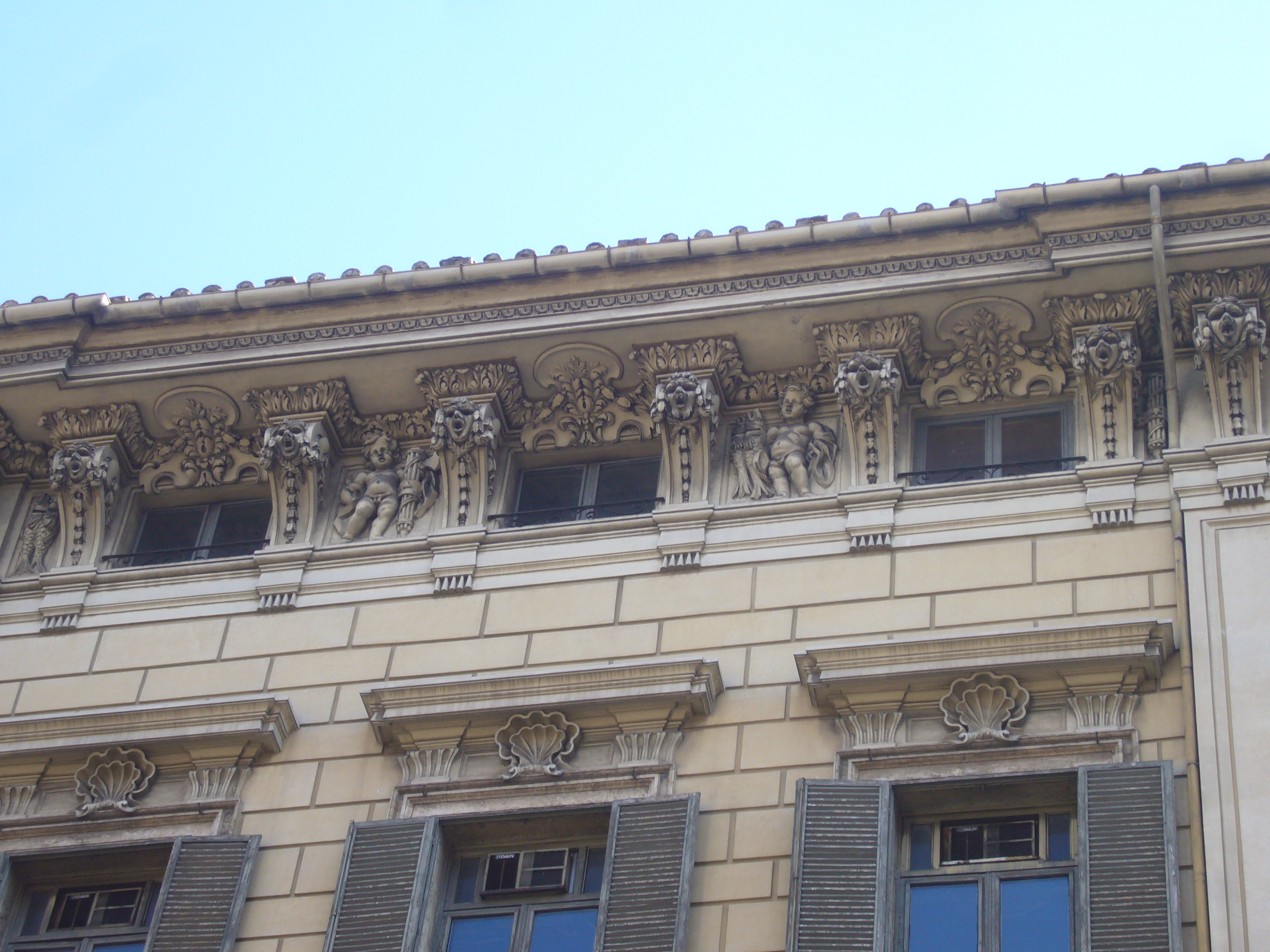
Detalhe da cornija.

Palazzo Mancini, conhecido também como Palazzo dell'Accademia di Francia e Palazzo Mancini Nevers Salviati, é um palácio localizado na Via del Corso, no rione Trevi de Roma, a cerca de um quarteirão da Piazza Venezia. Entre 1737 e 1793, o edifício serviu como segunda sede da Academia Francesa em Roma. 

## História
Em 1634, Lorenzo Mancini, irmão do cardeal Francesco Maria Mancini e membro da nobre família Mancini, casou-se com Geronima Mazzarino, irmã do poderoso cardeal Mazarin. Para celebrar as bodas, a antiga residência da família Mancini foi ampliada pela aquisição de quatro residências vizinhas em uma obra do arquiteto Carlo Rainaldi. Os trabalhos foram conduzidos por Filippo Mancini, duque de Nevers, entre 1687 e 1689.
O edifício tem uma fachada de silhares em estilo "espinha de peixe" ("bugne lisce"), com a porta central encimada por uma rica varanda sustentada por suportes decorados com cupidos. No interior estão preservados um friso pintado no "Salão de Estado" ("Salone Rosso") e fragmentos de frisos do século XVII em outras salas com "Histórias de Davi e Jacó". Outra sala abriga uma coleção de afrescos com vedutas ("vistas") de Roma pintadas por Bartolomeo Pinelli.
Por ordem de Luís XV, o palácio foi adquirido pelo Reino da França em 1725 e, 22 anos depois, ele se tornou a nova residência da Academia Francesa em Roma, que antes ficava no Palazzo Capranica. O segundo andar ainda ostenta afrescos com cenas copiadas dos Apartamentos de Rafael no Palácio Vaticano, produzidos por artistas que se abrigaram no palácio durante sua época como sede da Academia. Depois das revoltas contra os franceses de 1793 e do assassinato de Bassville, a Academia deixou o palácio. Depois da Revolução Francesa, o edifício passou a abrigar a Embaixada Francesa à Santa Sé. Em 1798, a Academia retornou ao palácio, mas, depois da derrota francesa por Suvorov em 1799, o edifício foi ocupado e saqueado.
Em 1803, a Academia se mudou para a Villa Medici e, em 1818, o edifício foi comprado por Luís Bonaparte, que, dez anos depois, cedeu-o para Maria Teresa de Áustria-Este, rainha da Sardenha, viúva de Vitor Emanuel I da Sardenha. Ela deixou o palácio para sua filha, Maria Cristina de Saboia e, quando esta se tornou rainha de Nápoles, o edifício passou, em 1831, para os Bourbons de Nápoles. Em 1859, o palácio foi vendido para Scipion Salviati e, finalmente, em 1919, para o Banco di Sicilia.